# Pygeretmus
Genre
Le genre Pygeretmus comprend trois espèces de gerboises, petits rongeurs sauteurs de la famille des Dipodidés. Certains auteurs en répartissent les espèces dans deux sous-genres.

## Liste des sous-genres et espèces
Selon Mammal Species of the World (version 3, 2005)  (18 mai 2012) :
- sous-genre Pygeretmus (Alactagulus)
  - Pygeretmus pumilio
- sous-genre Pygeretmus (Pygeretmus)
  - Pygeretmus platyurus
  - Pygeretmus shitkovi

Selon Catalogue of Life (18 mai 2012) et ITIS (18 mai 2012) :
- Pygeretmus platyurus (Lichtenstein, 1823)
- Pygeretmus pumilio (Kerr, 1792)
- Pygeretmus shitkovi (Kuznetsov, 1930)

Selon NCBI (18 mai 2012) :
- Pygeretmus pumilio